# Марцела Скугерська
Марцела Скугерська (чеськ. Marcela Skuherská; нар. 14 лютого 1961) — колишня чеська тенісистка.
Здобула 1 парний титул туру WTA.
Найвищим досягненням на турнірах Великого шолома було 3 коло в одиночному та парному розрядах.

## Фінали Туру WTA

### Одиночний розряд (0-1)
| Результат | Дата                             | Турнір             | Рівень  | Покриття | Суперниця     | Рахунок  |
| --------- | -------------------------------- | ------------------ | ------- | -------- | ------------- | -------- |
| Поразка   | Virginia Slims of Nashville 1983 | Nashville, TN, США | $50,000 | Тверде   | Кетлін Горват | 4–6, 3–6 |

### Парний розряд (1-2)
| Результат | Дата                                | Турнір                    | Рівень   | Покриття | Партнерка           | Суперниці                         | Рахунок       |
| --------- | ----------------------------------- | ------------------------- | -------- | -------- | ------------------- | --------------------------------- | ------------- |
| Перемога  | Virginia Slims of Pennsylvania 1984 | Hershey, PA, США          | $50,000  | Килим    | Катержина Скронська | Енн Генрікссон Ненсі Їрджин       | 6–1, 6–3      |
| Поразка   | WTA Swiss Open 1984                 | WTA Swiss Open, Швейцарія | $100,000 | Ґрунт    | Іва Бударжова       | Крістіан Жоліссен Марселла Мескер | 1–6, 2–6      |
| Поразка   | Кві 1986                            | Wild Dunes, SC, США       | $75,000  | Ґрунт    | Лаура Аррая         | Сандра Чеккіні Сабрина Голеш      | 6–4, 0–6, 3–6 |